# 黔中耳蕨
黔中耳蕨（学名：Polystichum martinii）为鳞毛蕨科耳蕨属下的一个种。

## 扩展阅读
- 維基物種上的相關：黔中耳蕨